# Droga magistralna A11 (Łotwa)
Droga magistralna A11 (łot. Autoceļš A11 (Latvija)) – łotewska droga magistralna długości 58,90 km. Przebiega od miasta  Liepāja i przebiega na południe wzdłuż wybrzeża bałtyku do granicy litewskiej, gdzie łączy się z litewską drogą magistralną A13 w kierunku Kłajpedy.